# Jean de Azevedo
Jean Azevedo (São José dos Campos, 16 febbraio 1974) è un pilota motociclistico brasiliano ritiratosi dall'attività agonistica, specializzato nei rally raid.

## Carriera

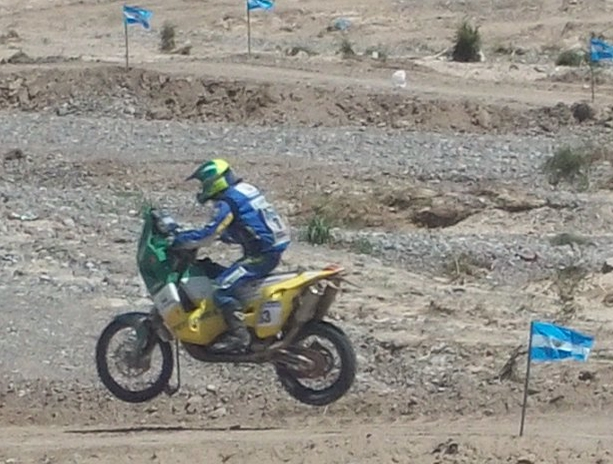
Azevedo alla guida della KTM nel corso del Rally Dakar 2011.

Fratello minore dell'altro "dakariano" André de Azevedo, ex motociclista poi passato ai camion. È un pilota di rally, sette volte campione del Rally Sertões, dieci volte campione del Campionato Brasiliano di Rally Cross Country, con 18 partecipazioni al Rally Dakar, ottenendo due volte il settimo posto (2005 e 2011), e il quinto posto nel 2003, miglior risultato per un pilota brasiliano al Rally Dakar, oltre ad essere l'unico ad aver vinto tappe nella classifica generale. Dal 2008 al 2012, Jean ha partecipato a rally nella categoria auto, è stato tre volte campione brasiliano di Cross Country Rally (2008, 2009 e 2010) e ha vinto il titolo di miglior esordiente alla Dakar nel 2009. Nel 2010, ha ricevuto il Casco d'Oro, un riconoscimento conferito dalla comunità automobilistica. Fuori pista, Jean è istruttore di guida per auto e moto e relatore sulla sicurezza stradale.

## Palmarès

### Rally Dakar
| Anno | Categoria | Mezzo             | Pos. |
| ---- | --------- | ----------------- | ---- |
| 1996 | Moto      | KTM               | 24º  |
| 1997 | Moto      | KTM               | 14º  |
| 2001 | Moto      | KTM               | Rit. |
| 2003 | Moto      | KTM               | 5º   |
| 2004 | Moto      | KTM               | 14º  |
| 2005 | Moto      | KTM               | 7º   |
| 2006 | Moto      | KTM               | Rit. |
| 2007 | Moto      | KTM               | 25º  |
| 2009 | Auto      | Mitsubishi Pajero | 23º  |
| 2010 | Auto      | Mitsubishi Pajero | 27º  |
| 2011 | Moto      | KTM               | 7º   |

### Altri risultati
2004
- al Rally dei Faraoni